# 張本勳

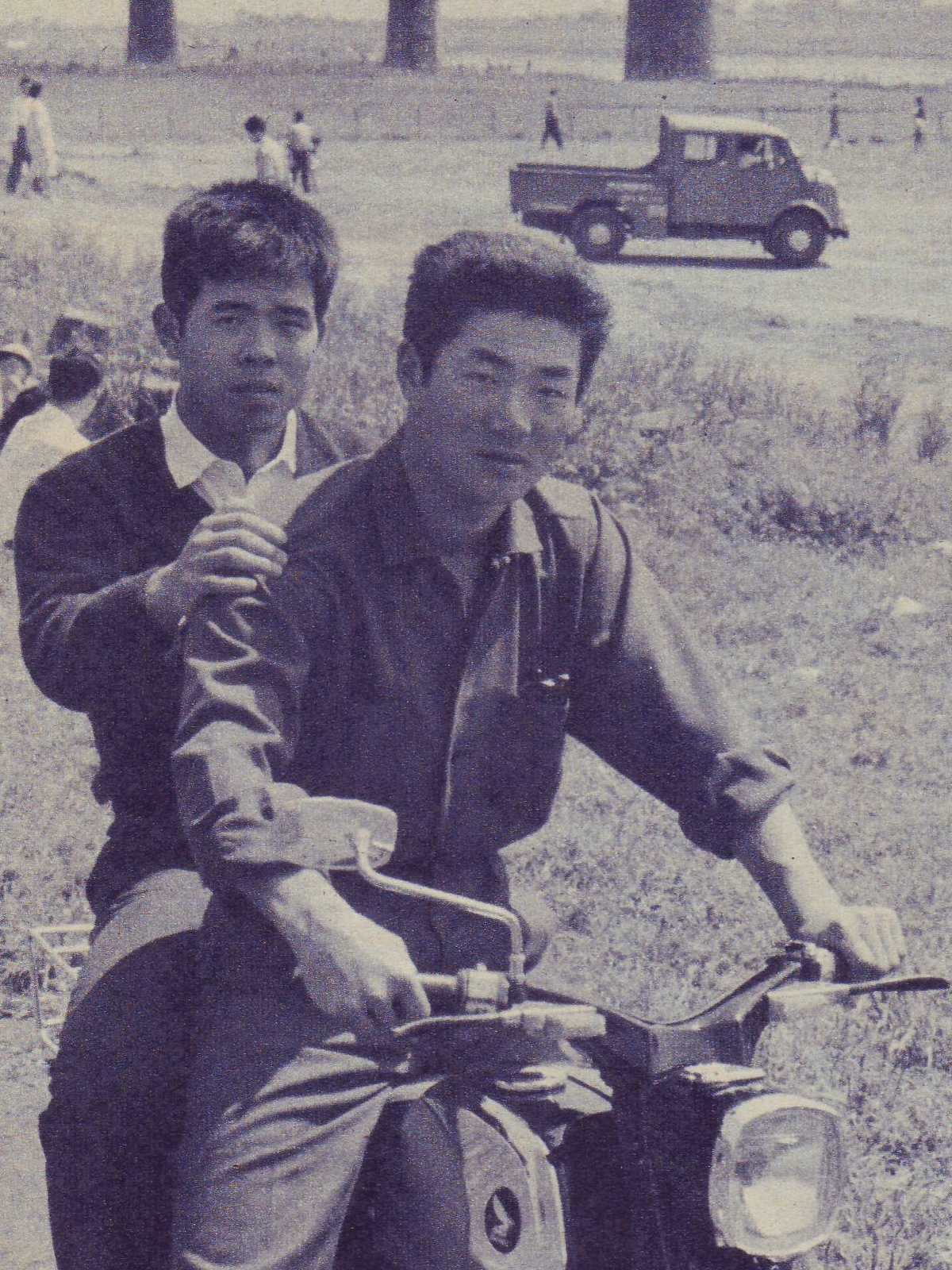
張本勳（前）與高木公男，攝於1959年

張本勳（日语：／ Harimoto Isao，原名張勳（：／ Jang Hun），1940年6月19日—）是出生於廣島縣廣島市的在日韓國人第二代，為日本棒球選手、教練、演員。他曾效力於日本職棒讀賣巨人等，1981年退休，生涯總計504支全壘打、3085支安打。
1990年，入選野球殿堂。

## 經歷
1945年8月6日，正在廣島的張本勳經歷了原子彈爆炸，他被認為該事件中唯一的日本職業棒球員倖存者。由於他家座落在一座山的附近，所以原爆時擋住了大部分輻射及衝擊波，令他能存活而無損傷，但事件中其14歲大姊張本點子因位於爆炸區而不幸喪生，後來張本勳成為了日本被爆者運動成員，致力於取締全球核武器；2014年，張本勳從其大姊的同學處取得大姊生前的國民學校初等科畢業團體照，他將照片擺在臥室的枕邊，與母親的遺像擺在一起。
。 
張本勳於1981年從職棒引退後，1982年起在TBS電視台擔任棒球解說員，約2000年起在該電視台的「星期天早晨」節目做為固定來賓評論體育時事，不過因其直言不諱的評論風格，有時造成爭議。
2021年8月8日在TBS電視台的「星期天早晨」上評論2020年東京奧運拳擊女子羽量級項目金牌的入江聖奈時說：「女生竟也有喜歡互毆的人，看這（比賽）要做什麼」、「未出嫁的女生互毆臉部，竟有人喜歡這種競賽」。觀眾和網友抨擊認為張本勳的言論正好反映出他對女子拳擊這項運動存在偏見且歧視女性，8月10日日本拳擊聯盟為此對TBS發出抗議函，TBS電視台於8月13日為此發出致歉文，但張本勳本人並未回應。同年12月26日，張本勳最後一次在「星期天早晨」節目擔任固定來賓，在該集節目中還請到張本的好友王貞治，且鈴木一朗也錄製影片感謝張本多年來對他的鞭策與鼓勵。

## 外部連結
- 張本勳在日本職棒官網（英语）
- 張本勳在Baseball-Reference.com（小聯盟以及海外聯盟）（英语）
- 張本勳在野球殿堂（日语）